# Jens Rehn
Jens Rehn (* 18. September 1918 als Otto Jens Luther in Flensburg; † 3. Januar 1983 in Berlin) war ein deutscher Schriftsteller und Hörspielautor.

## Leben
Jens Rehn wuchs in Berlin als Sohn des Kammervirtuosen Paul Luther auf. Nach dem Besuch des Gymnasiums und Konservatoriums schlug er ab 1937 die Laufbahn eines Offiziers bei der Kriegsmarine ein. Im Zweiten Weltkrieg war er vom 4. Juni 1943 bis 15. Juli 1943 Kommandant des U-Boots U 135. 1943 geriet er für vier Jahre in Gefangenschaft, die er in Afrika, Kanada und England verbrachte.
Von 1947 bis 1949 war er Freiberufler, von 1950 bis 1981 Redakteur der Literaturabteilung des RIAS in Berlin. In den Jahren 1954 bis 1958 absolvierte er ein Studium der Philosophie, Anglistik und Musikwissenschaft an der Freien Universität Berlin. Neben seiner Tätigkeit als Redakteur komponierte Rehn, schrieb eine Reihe von Hörspielen und unternahm ausgedehnte Reisen nach Ostasien, Indien und in die Vereinigten Staaten.
Sein Roman Nichts in Sicht, in dem er seine Kriegserlebnisse durch die Geschichte zweier Schiffbrüchiger, eines amerikanischen Piloten und eines deutschen U-Boot-Soldaten, verarbeitete, wurde viel beachtet und von Marcel Reich-Ranicki als "Parabel von hoher Anschaulichkeit und Suggestivität" bezeichnet; der Kritiker schrieb: "Das Buch Nichts in Sicht sollten wir, dürfen wir nicht vergessen: Es ist beides in einem – ein zeitgeschichtliches und ein künstlerisches Dokument." Großes Lob erfuhr Nichts in Sicht auch von Gottfried Benn. In dem expressionistischen Science-Fiction-Roman Die Kinder des Saturn thematisierte Jens Rehn 1959 die Themen Atomkrieg und Strahlentod.
Jens Rehn, der Mitglied des PEN-Zentrums der Bundesrepublik Deutschland war, erhielt 1956 den Berliner Kunstpreis "Junge Generation" und 1979 ein Villa-Massimo-Stipendium.

## Werke
- Nichts in Sicht. Berlin-Frohnau, Neuwied am Rhein, Luchterhand 1954. Neuausgabe mit Nachwort von Ursula März: Schöffling, Frankfurt/Main 2018. ISBN 978-3-89561-149-0.
- Feuer im Schnee. Darmstadt [u. a.] 1956.
- Rondo und Scherzo funèbre. Stierstadt im Taunus 1958.
- Die Kinder des Saturn. Luchterhand, Darmstadt 1959. Taschenbuch: Wilhelm Heyne Verlag, München 1975.
- Der Zuckerfresser. Neuwied a. Rh. 1961.
- Das neue Bestiarium der deutschen Literatur. Stierstadt 1963.
- Daten, Bilder, Hinweise, Störungen. Berlin 1964.
- Kyushu-nikki. Stierstadt im Taunus 1965.
- Das einfache Leben oder der schnelle Tod. Baden-Baden 1967.
- Morgen-Rot. Stuttgart 1976.
- Die weiße Sphinx. Herford 1978.
- Nach Jan Mayen und andere Geschichten. Darmstadt [u. a.] 1981.

### Herausgeberschaft
- Die zehn Gebote. Reinbek bei Hamburg 1967.

### Hörspiele
- Der Chefrechner – Oder: Eins und eins ist drei. Radio Bremen 1961.
- Drei Begegnungen. Süddeutscher Rundfunk 1961.
- Nichts Außergewöhnliches. Radio Bremen 1963.
- Arm Seel – da lachen ja die Hühner. Radio Bremen/RIAS Berlin 1964.
- Verrostete Sterne. Süddeutscher Rundfunk 1966.
- Das Geschwätz. Süddeutscher Rundfunk 1969.
- Nichts in Sicht. Rundfunk Berlin-Brandenburg 2006.[3]